# Bourbonne
Pour les articles homonymes, voir Bourbonne (homonymie).
La Bourbonne, rivière de Saône-et-Loire, est un affluent de la rive droite de la Saône.

## Géographie
Prenant sa source à Lugny au pied de la montagne du Château, cette rivière qui coule d'ouest en est traverse successivement le territoire des communes de Lugny et de Montbellet.

### Affluents
La Bourbonne se jette dans la Saône près du hameau de Saint-Oyen (Montbellet), après avoir reçu les eaux :
- du ruisseau de Bissy (prenant sa source sur le territoire de la commune de Bissy-la-Mâconnaise) ;
- de l'Ail (rivière prenant sa source sur le territoire de la commune de Cruzille) ;
- du ruisseau de Fissy ;
- du ruisseau de Burgy.

Elle reçoit dans la traversée du bourg de Lugny l'eau d'une source : la source de la Fontaine, qui alimente le lavoir construit au XIXe siècle par la commune à l'endroit où elle sourd.

## Bassin versant
Les communes appartenant à son bassin versant sont ainsi au nombre de neuf : 
- Lugny, Montbellet, Bissy-la-Mâconnaise, Cruzille et Burgy pour la totalité de leur territoire ;
- Saint-Gengoux-de-Scissé, Grevilly, Chardonnay et Uchizy pour partie.

## Histoire

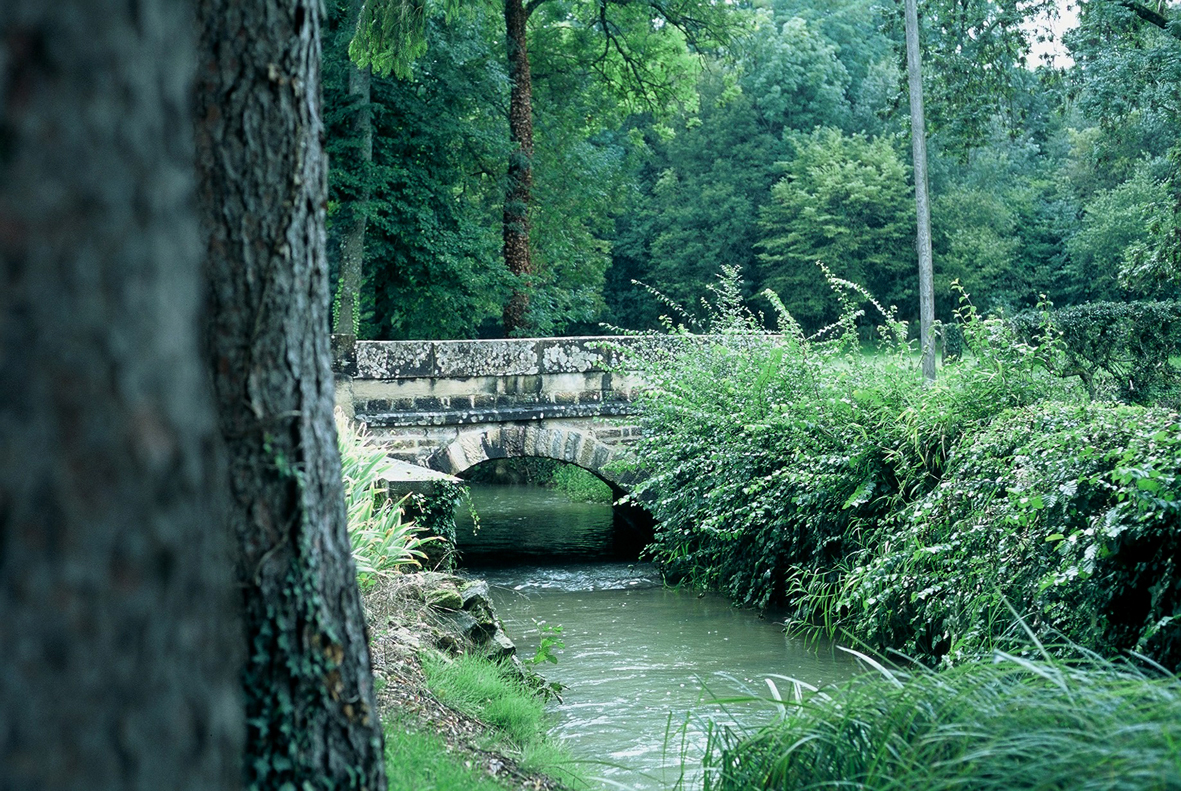
La Bourbonne, photographiée à Lugny près du moulin Guillet (ou Chevalier).

Dès 906, on trouve mentionné le fluvius qui vocatur Borbontia. Cette rivière s’appelait encore la Bourbonce en 1485.
L'eau de la Bourbonne – rivière qui présente la particularité d'être en partie « souterraine » dans sa traversée du bourg de Lugny – actionnait autrefois les roues d'une douzaine de moulins, ce qui fait de cette rivière l'un des premiers cours d'eau de Saône-et-Loire par la densité de ses moulins. Citons, parmi les principaux, le moulin Burdeau, le moulin Vallerot, le moulin Brûlé et le moulin Guillet sur le territoire de la commune de Lugny, le moulin des Essarts, le moulin Jouvent et le moulin Bourbon sur celui de Montbellet.
La source de cette rivière – dite « source des Eaux bleues », coulant au pied de la montagne du Château – alimentait autrefois en eau les fossés du château de Lugny.
L'une des rues du bourg de Lugny porte le nom de cette rivière (rue de Bourbonne).

## Pêche
La Bourbonne, domaine privé ouvert à la pêche, relève, pour la 1re catégorie, d'une société de pêche fondée en juin 1931 : Les Amis de la Bourbonne (Lugny), qui est l'une des soixante-dix associations agréées pour la pêche et la protection du milieu aquatique (AAPPMA) regroupées au sein de la fédération de pêche de Saône-et-Loire.
La truite sauvage d'autrefois ayant disparu, cette rivière est désormais peuplée de truites de souche méditerranéenne, tant par la mise à l'eau de truites surdensitaires (pour l'ouverture de la pêche) que par l'alevinage de truitelles ou le recours à des boites Vibert.
Ces truites y cohabitent, essentiellement, avec des bancs de vairons et de goujons. Les poissons blancs comme le chevesne se rencontrent au niveau des écluses des anciens moulins.

## Aménagement
En 2024, à l'initiative de la communauté de communes Mâconnais-Tournugeois, devraient être réalisés des travaux visant à restaurer la rivière dans sa traversée du bourg de Lugny, avec pour objectif de rétablir la continuité écologique tout en restaurant la qualité physique du cours d'eau (en diversifiant les écoulements et en resserrant la lame d'eau en condition d'étiage).
Précédemment, dans les années 1990, le cours de la Bourbonne avait été « recalibré » par le Syndicat intercommunal à vocation multiple (SIVOM) du canton de Lugny, ce qui permit d'amoindrir l'importance des crues dont cette rivière était régulièrement l'objet.